# Арсуа
Арсуа (гал. Arzúa, ісп. Arzúa) — муніципалітет в Іспанії, у складі автономної спільноти Галісія, у провінції Ла-Корунья.  Розташоване на Шляху святого Якова. Населення — 6490 осіб (2009).
Муніципалітет розташований на відстані близько 515 км на північний захід від Мадрида, 22 км на північний схід від Ла-Коруньї.
Муніципалітет складається з таких паррокій: Арсуа, Боенте, Брандесо, Бранса, Буррес, О-Кампо, А-Кастаньєда, Додро, Домбодан, Фігейроа, Лема, Марошо, А-Мелья, Оїнс, Пантіньйобре, Рендаль, Сан-Мартіньйо-де-Кальвос-де-Собрекаміньйо, Санта-Марія-де-Арсуа, Тронседа, Віладавіль, Вілантіме, Віньйос.

## Географія
Через муніципалітет протікає річка Тамбре.

## Демографія
Динаміка населення (INE ):

## Галерея зображень

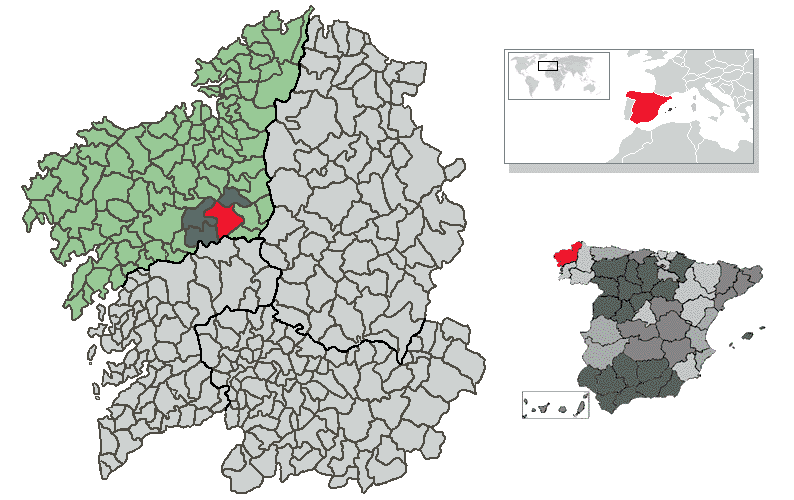
Розташування муніципалітету
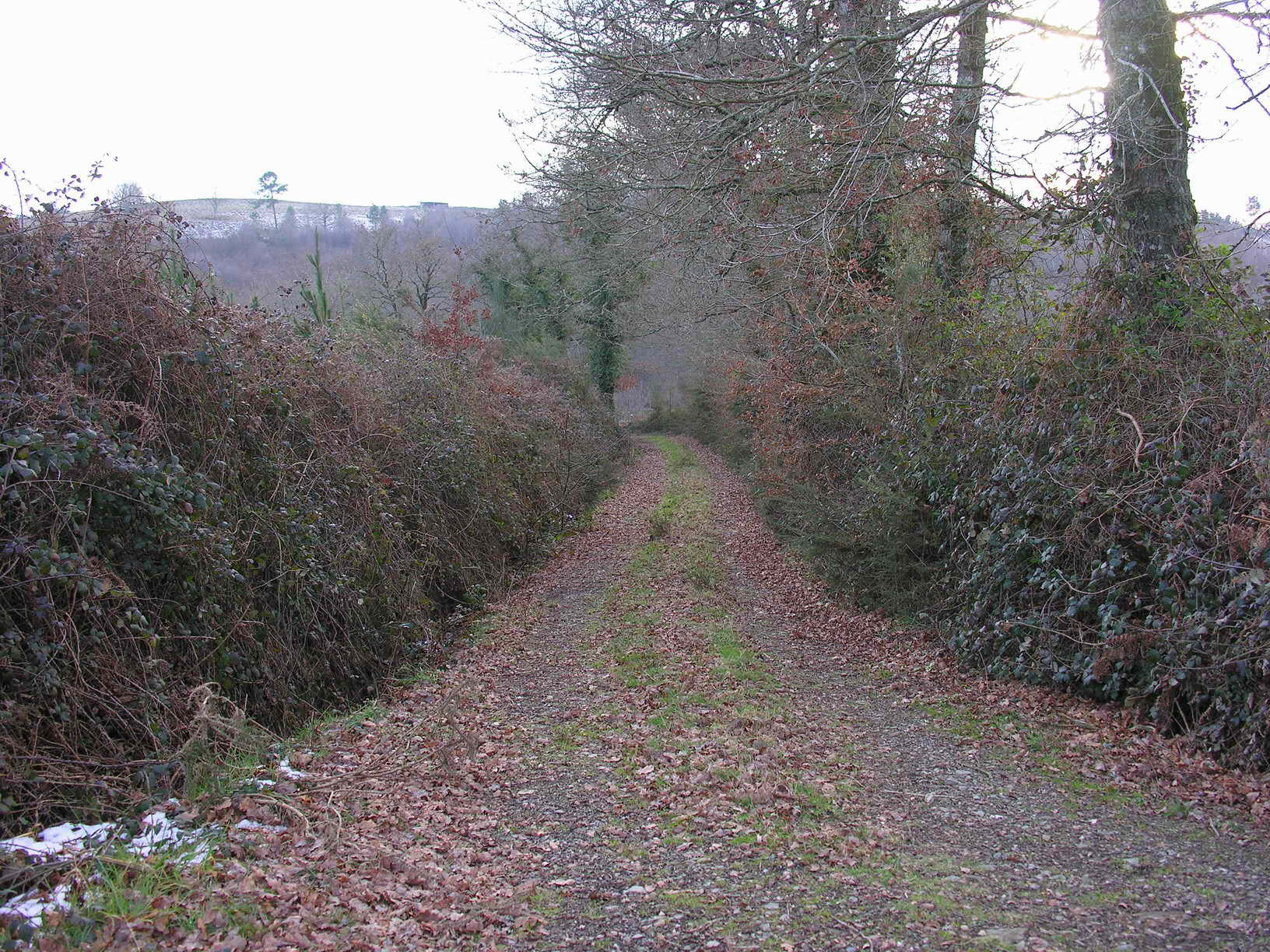
Сільська дорога